# Nhiễm kiềm
Nhiễm kiềm là kết quả của quá trình làm giảm nồng độ ion hydro của huyết tương động mạch (kiềm máu). Trái ngược với nhiễm toan (pH huyết thanh ở mức 7,35 hoặc thấp hơn), nhiễm kiềm xảy ra khi pH huyết thanh ở mức cao hơn bình thường (7,45 trở lên). Nhiễm kiềm thường được chia thành các loại nhiễm kiềm hô hấp và nhiễm kiềm chuyển hóa hoặc nhiễm kiềm hô hấp / chuyển hóa kết hợp.

## Dấu hiệu và triệu chứng
Nhiễm kiềm chuyển hóa thường đi kèm với nồng độ kali trong máu thấp, ví dụ, yếu cơ, đau cơ và chuột rút cơ bắp (do chức năng bị rối loạn của cơ xương) và co thắt cơ bắp (do chức năng bị rối loạn của cơ trơn).
Bệnh này cũng có thể gây ra nồng độ calci trong máu thấp. Khi pH máu tăng lên, các protein vận chuyển máu, như albumin, bị ion hóa nhiều hơn thành các anion. Điều này khiến calci tự do có trong máu liên kết mạnh hơn với albumin. Nếu nghiêm trọng, nó có thể gây ra tetany.

## Nguyên nhân
Nhiễm kiềm hô hấp được gây ra do thở gấp, dẫn đến mất carbon dioxide. Các cơ chế bù cho điều này sẽ bao gồm sự phân ly tăng của chất trung gian đệm axit carbonic thành các ion hydro và sự bài tiết có liên quan của bicacbonat, cả hai đều làm giảm pH máu. Nhiễm kiềm do tăng thông khí có thể được nhìn thấy trong một số bệnh hệ thống thần kinh trung ương gây tử vong như đột quỵ hoặc hội chứng Rett.
Nhiễm kiềm chuyển hóa có thể được gây ra bởi nôn nhiều lần, dẫn đến mất axit hydrochloric trong dạ dày. Mất nước nghiêm trọng, và tiêu thụ kiềm là những nguyên nhân khác. Nó cũng có thể được gây ra bởi việc dùng thuốc lợi tiểu  và các rối loạn nội tiết như hội chứng Cushing. Cơ chế bù cho nhiễm kiềm chuyển hóa liên quan đến việc thở chậm của phổi để tăng lượng carbon dioxide trong huyết thanh, một tình trạng nghiêng về nhiễm toan hô hấp. Vì nhiễm toan hô hấp thường đi kèm với sự bù cho nhiễm kiềm chuyển hóa và ngược lại, một sự cân bằng tinh tế được tạo ra giữa hai chứng bệnh này. 